# The Xindi
The Xindi is de eerste aflevering van het derde seizoen van de Amerikaanse sciencefictiontelevisieserie Star Trek: Enterprise. Het is de 51e aflevering van de serie, voor het eerst uitgezonden in 2003.
Seizoen drie van deze serie heeft één grote verhaallijn, die het gehele seizoen voortduurt (zie seizoen drie), met meerdere plots. Deze aflevering is dus slechts één onderdeel van dit verhaal.

## Plot
De planeet Aarde is aangevallen door een tot dan toe onbekend ras, namelijk de Xindi (zie daarvoor The Expanse). Om te voorkomen dat de Xindi hun plan om de complete mensheid uit te roeien tot uitvoer kunnen brengen, wordt de USS Enterprise NX-01 eropuit gestuurd om hen tegen te houden, ofwel te overtuigen dat de mensheid onschuldig is. Het enige dat zij weten is dat de Xindi in een bepaald gebied van de ruimte wonen dat 'het uitspansel' wordt genoemd. Daar beginnen zij hun zoektocht naar de verantwoordelijken voor de aanslag op de Aarde.
Na zes weken rond te hebben gevaren in het uitspansel, hoort de bemanning van de Enterprise dat er in een mijn een Xindi werkzaam is. Zij vertrekken richting de mijn. Na de voorman omgekocht te hebben, sluiten ze de deal dat Jonathan Archer en Trip Tucker hem mogen ondervragen. Hij blijkt echter het plan te hebben Archer en Tucker in de mijn op te sluiten en de rest van de bemanning van de Enteprise te verslaan om aan extra mankracht in de mijn te komen. Hierop besluiten Archer en Tucker om samen met de Xindi die ze hebben ondervraagd, te gaan ontsnappen. 
Dit lukt, mede doordat MACO's op het schip zijn geplaatst. Nadat T'Pol hen de opdracht gaf om Archer en Tucker te redden, is een team naar de planeet gegaan, waar ze dit efficiënt hebben gedaan. De Xindi is echter gewond geraakt, maar kan vlak voor zijn dood de coördinaten van zijn planeet doorgeven. Eenmaal aangekomen blijkt echter dat de planeet al zo'n eeuw niet meer bestaat, maar is vernietigd. De vraag waar de Xindi zich dan bevinden komt dan op.

## Acteurs

### Hoofdrollen
- Scott Bakula als kapitein Jonathan Archer
- John Billingsley als dokter Phlox
- Jolene Blalock als overste T'Pol
- Dominic Keating als luitenant Malcolm Reed
- Anthony Montgomery als vaandrig Travis Mayweather
- Linda Park als vaandrig Hoshi Sato
- Connor Trinneer als overste Charles "Trip" Tucker III

### Gastrollen
- Richard Lineback als Kessick
- Stephen McHattie als voorman
- Tucker Smallwood als Xindi-raadsman
- Randy Oglesby als Degra
- Rick Worthy als Jannar
- Scott MacDonald als Guruk Dolim
- Marco Sanchez als M. Romero
- Daniel Dae Kim als Chang
- Nathan Anderson als N. Kemper
- Steven Culp als J. Hayes

### Bijrollen

#### Bijrollen met vermelding in de aftiteling
- Chris Freeman als de hoofdbewaker
- Adam Taylor Gordon als jonge Trip

#### Bijrollen zonder vermelding in de aftiteling
- Jason Collins als R. Ryan
- Kevin Derr als Kelly
- Evan English als vaandrig Tanner
- Hilde Garcia als bemanningslid Rossi
- Jeff Hatch als bewaker
- Dorenda Moore als S. Money
- Louis Ortiz als Xindi-ambassadeur
- Erin Price als Elizabeth Tucker
- Paul Sklar als R. Richards
- Chris Torres als B. Moreno

### CGI-personage
- Kiaphet Amman'sor